# Olympische Jugend-Sommerspiele 2018/Moderner Fünfkampf
Bei den Olympischen Jugend-Sommerspielen 2018 in Buenos Aires wurden vom 12. bis zum 16. Oktober insgesamt drei Wettbewerbe im Modernen Fünfkampf ausgetragen.

## Zeitplan
| Wettbewerbe    | Oktober | Oktober | Oktober | Oktober | Oktober |
| Wettbewerbe    | 12.     | 13.     | 14.     | 15.     | 16.     |
| -------------- | ------- | ------- | ------- | ------- | ------- |
| Jungen Einzel  |         |         |         |         |         |
| Mädchen Einzel |         |         |         |         |         |
| Mixed-Staffel  |         |         |         |         |         |

|  | Teildisziplin |  | Medaillenentscheidung |

## Ergebnisse

### Jungen
| Platz | Land                   | Athlet               | Punkte |
| ----- | ---------------------- | -------------------- | ------ |
| 1     | Ägypten                | Ahmed El-Gendy       | 1179   |
| 2     | Russland               | Jegor Gromadski      | 1159   |
| 3     | Frankreich             | Ugo Fleurot          | 1144   |
| 4     | Deutschland            | Pele Uibel           | 1141   |
| 5     | Portugal               | Eduardo Oliveira     | 1128   |
| 6     | Italien                | Giorgio Malan        | 1126   |
| 7     | Volksrepublik China    | Zhao Zhonghao        | 1125   |
| 8     | Belarus                | Uladsislau Astrouski | 1117   |
| 9     | Polen                  | Kamil Kasperczak     | 1114   |
| 10    | Ukraine                | Jewgen Siborow       | 1106   |
| 11    | Mexiko                 | Sergio Flores        | 1095   |
| 12    | Türkei                 | Dora Nusretoglu      | 1084   |
| 13    | Litauen                | Aivaras Kazlas       | 1080   |
| 14    | Kasachstan             | Adil Ibragimow       | 1076   |
| 15    | Argentinien            | Franco Serrano       | 1076   |
| 16    | Moldau                 | Alex Wassilianow     | 1075   |
| 17    | Vereinigtes Königreich | Toby Price           | 1067   |
| 18    | Bulgarien              | Christo Panajotow    | 1061   |
| 19    | Georgien               | Gaga Khijakadze      | 1047   |
| 20    | Ungarn                 | Csaba Bőhm           | 1040   |
| 21    | Kirgisistan            | Aidar Kenzhebaev     | 1001   |
| 22    | Venezuela              | Ángel Hernández      | 984    |
| 23    | Südafrika              | Rhys Domonic Poovan  | 979    |
| 24    | Australien             | Keaan Van Venrooij   | 968    |

### Mädchen
| Platz | Land                   | Athlet                      | Punkte |
| ----- | ---------------------- | --------------------------- | ------ |
| 1     | Ägypten                | Salma Abdelmaksoud          | 1067   |
| 2     | Frankreich             | Emma Riff                   | 1048   |
| 3     | Ungarn                 | Michelle Gulyás             | 1043   |
| 4     | Volksrepublik China    | Gu Yewen                    | 1036   |
| 5     | Italien                | Alice Rinaudo               | 1035   |
| 6     | Spanien                | Laura Heredia               | 1022   |
| 7     | Südafrika              | Alida Frances van der Merwe | 1014   |
| 8     | Vereinigtes Königreich | Annabel Denton              | 1002   |
| 9     | Schweiz                | Anna Jurt                   | 994    |
| 10    | Argentinien            | Martina Armanazqui          | 985    |
| 11    | Mexiko                 | Melissa Mireles             | 982    |
| 12    | Belarus                | Katsiaryna Etsina           | 979    |
| 13    | Litauen                | Elžbieta Adomaitytė         | 978    |
| 14    | Bulgarien              | Sorniza Stoilowa            | 962    |
| 15    | Russland               | Wiktorija Nowikowa          | 957    |
| 16    | Brasilien              | Maria Ieda Chaves Guimarães | 950    |
| 17    | Chinesisch Taipeh      | Chen Yu-hsuan               | 943    |
| 18    | Kirgisistan            | Ekaterina Tareva            | 935    |
| 19    | Türkei                 | Yaren Nur Polat             | 928    |
| 20    | Polen                  | Agnieszka Wysokińska        | 917    |
| 21    | Kasachstan             | Sofya Prizhennikova         | 908    |
| 22    | Australien             | Nikita Mawhirt              | 902    |
| 23    | Japan                  | Hinano Shigehara            | 893    |
| 24    | Guatemala              | Ana Rocio Aragón Ortiz      | 874    |

### Mixed-Staffel
| Platz | Land                                       | Athlet                                           | Punkte |
| ----- | ------------------------------------------ | ------------------------------------------------ | ------ |
| 1     | Volksrepublik China Ägypten                | Gu Yewen Ahmed El-Gendy                          | 1168   |
| 2     | Ägypten Argentinien                        | Salma Abdelmaksoud Franco Serrano                | 1156   |
| 3     | Spanien Polen                              | Laura Heredia Kamil Kasperczak                   | 1148   |
| 4     | Frankreich Italien                         | Emma Riff Giorgio Malan                          | 1123   |
| 5     | Vereinigtes Königreich Volksrepublik China | Annabel Denton Zhao Zhonghao                     | 1118   |
| 6     | Belarus Kasachstan                         | Katsiaryna Etsina Adil Ibragimov                 | 1115   |
| 7     | Schweiz Vereinigtes Königreich             | Anna Jurt Toby Price                             | 1110   |
| 8     | Italien Litauen                            | Alice Rinaudo Aivaras Kazlas                     | 1103   |
| 9     | Argentinien Moldau                         | Martina Armanazqui Alex Vasilianov               | 1100   |
| 10    | Brasilien Belarus                          | Maria Ieda Chaves Guimarães Uladsislau Astrouski | 1088   |
| 11    | Bulgarien Ungarn                           | Sorniza Stoilowa Csaba Bohm                      | 1086   |
| 12    | Ungarn Georgien                            | Michelle Gulyás Gaga Chidschakadse               | 1080   |
| 13    | Südafrika Kirgisistan                      | Alida Frances van der Merwe Aidar Kenzhebaev     | 1078   |
| 14    | Guatemala Australien                       | Ana Rocio Aragón Ortiz Keaan Van Venrooij        | 1069   |
| 15    | Mexiko Türkei                              | Melissa Mireles Dora Nusretoglu                  | 1069   |
| 16    | Litauen Ungarn                             | Elžbieta Adomaitytė Ángel Hernández              | 1063   |
| 17    | Kirgisistan Bulgarien                      | Ekaterina Tareva Hristo Panayotov                | 1057   |
| 18    | Japan Frankreich                           | Hinano Shigehara Ugo Fleurot                     | 1054   |
| 19    | Australien Portugal                        | Nikita Mawhirt Eduardo Oliveira                  | 1043   |
| 20    | Türkei Südafrika                           | Yaren Nur Polat Rhys Domonic Poovan              | 1039   |
| 21    | Russland Ukraine                           | Wiktorija Nowikowa Jewhen Siborow                | 1038   |
| 22    | Chinesisch Taipeh Mexiko                   | Chen Yu-hsuan Sergio Flores                      | 959    |
| DNF   | Kasachstan Russland                        | Sofja Prischennikowa Jegor Gromadski             | 0      |
| DNS   | Polen Deutschland                          | Agnieszka Wysokińska Pele Uibel                  | 0      |

## Medaillenspiegel
|       | Medaillenspiegel | Medaillenspiegel | Medaillenspiegel | Medaillenspiegel | Medaillenspiegel |
| Platz | Land             | G                | S                | B                | Gesamt           |
| ----- | ---------------- | ---------------- | ---------------- | ---------------- | ---------------- |
| 1     | Ägypten          | 2                | –                | –                | 2                |
| 2     | Frankreich       | –                | 1                | 1                | 2                |
| 3     | Russland         | –                | 1                | –                | 1                |
| 4     | Ungarn           | –                | –                | 1                | 1                |
| Total | Total            | 2                | 2                | 2                | 6                |

Die drei Medaillen im Mixed-Mehrkampf wurden von gemischen Teams gewonnen, sie werden im Medaillenspiegel nicht berücksichtigt.